# 26기 KBS 바둑왕전
26기 KBS 바둑왕전은 한국방송공사의 TV 속기전이 참가한 국내 바둑 기전이다. 결승에서는 이창호 九단이 조한승 九단을 2대 1로 꺾고 바둑왕전 통산 10회 금자탑을 달성했다.

## 대진표

### 승자조,패자조
| 안영길 五단       | 홍민표 五단       | 이창호 九단 | 이창호 九단 | 이창호 九단 | 이창호 九단 | 이창호 九단 | 이창호 九단 | 이창호 九단 2:1 |
| 홍민표 五단       | 홍민표 五단       | 이창호 九단 | 이창호 九단 | 이창호 九단 | 이창호 九단 | 이창호 九단 | 이창호 九단 | 이창호 九단 2:1 |
| 이창호 九단       |                   | 이창호 九단 | 이창호 九단 | 이창호 九단 | 이창호 九단 | 이창호 九단 | 이창호 九단 | 이창호 九단 2:1 |
| 박정상 九단       | 박정상 九단       | 박정상 九단 | 이창호 九단 | 이창호 九단 | 이창호 九단 | 이창호 九단 | 이창호 九단 | 이창호 九단 2:1 |
| 김진우 三단       | 박정상 九단       | 박정상 九단 | 이창호 九단 | 이창호 九단 | 이창호 九단 | 이창호 九단 | 이창호 九단 | 이창호 九단 2:1 |
| 박소현 二단       | 윤성현 九단       | 박정상 九단 | 이창호 九단 | 이창호 九단 | 이창호 九단 | 이창호 九단 | 이창호 九단 | 이창호 九단 2:1 |
| 윤성현 九단       | 윤성현 九단       | 박정상 九단 | 이창호 九단 | 이창호 九단 | 이창호 九단 | 이창호 九단 | 이창호 九단 | 이창호 九단 2:1 |
| 김지석 三단       | 김지석 三단       | 이세돌 九단 | 이세돌 九단 | 이창호 九단 | 이창호 九단 | 이창호 九단 | 이창호 九단 | 이창호 九단 2:1 |
| 박승철 五단       | 김지석 三단       | 이세돌 九단 | 이세돌 九단 | 이창호 九단 | 이창호 九단 | 이창호 九단 | 이창호 九단 | 이창호 九단 2:1 |
| 이세돌 九단       |                   | 이세돌 九단 | 이세돌 九단 | 이창호 九단 | 이창호 九단 | 이창호 九단 | 이창호 九단 | 이창호 九단 2:1 |
| 진동규 三단       | 주형욱 三단       | 목진석 九단 | 이세돌 九단 | 이창호 九단 | 이창호 九단 | 이창호 九단 | 이창호 九단 | 이창호 九단 2:1 |
| 주형욱 三단       | 주형욱 三단       | 목진석 九단 | 이세돌 九단 | 이창호 九단 | 이창호 九단 | 이창호 九단 | 이창호 九단 | 이창호 九단 2:1 |
| 박영훈 九단       | 목진석 九단       | 목진석 九단 | 이세돌 九단 | 이창호 九단 | 이창호 九단 | 이창호 九단 | 이창호 九단 | 이창호 九단 2:1 |
| 목진석 九단       | 목진석 九단       | 목진석 九단 | 이세돌 九단 | 이창호 九단 | 이창호 九단 | 이창호 九단 | 이창호 九단 | 이창호 九단 2:1 |
| 원성진 七단       | 원성진 七단       | 조한승 九단 | 조한승 九단 | 조한승 九단 | 이창호 九단 | 이창호 九단 | 이창호 九단 | 이창호 九단 2:1 |
| 허영호 五단       | 원성진 七단       | 조한승 九단 | 조한승 九단 | 조한승 九단 | 이창호 九단 | 이창호 九단 | 이창호 九단 | 이창호 九단 2:1 |
| 조한승 九단       |                   | 조한승 九단 | 조한승 九단 | 조한승 九단 | 이창호 九단 | 이창호 九단 | 이창호 九단 | 이창호 九단 2:1 |
| 윤현석 八단       | 윤현석 八단       | 이영구 六단 | 조한승 九단 | 조한승 九단 | 이창호 九단 | 이창호 九단 | 이창호 九단 | 이창호 九단 2:1 |
| 서무상 六단       | 윤현석 八단       | 이영구 六단 | 조한승 九단 | 조한승 九단 | 이창호 九단 | 이창호 九단 | 이창호 九단 | 이창호 九단 2:1 |
| 이영구 六단       | 이영구 六단       | 이영구 六단 | 조한승 九단 | 조한승 九단 | 이창호 九단 | 이창호 九단 | 이창호 九단 | 이창호 九단 2:1 |
| 박승화 初단       | 이영구 六단       | 이영구 六단 | 조한승 九단 | 조한승 九단 | 이창호 九단 | 이창호 九단 | 이창호 九단 | 이창호 九단 2:1 |
| 루이나이웨이 九단 | 루이나이웨이 九단 | 최철한 九단 | 최철한 九단 | 조한승 九단 | 이창호 九단 | 이창호 九단 | 이창호 九단 | 이창호 九단 2:1 |
| 이상훈(小) 六단   | 루이나이웨이 九단 | 최철한 九단 | 최철한 九단 | 조한승 九단 | 이창호 九단 | 이창호 九단 | 이창호 九단 | 이창호 九단 2:1 |
| 최철한 九단       |                   | 최철한 九단 | 최철한 九단 | 조한승 九단 | 이창호 九단 | 이창호 九단 | 이창호 九단 | 이창호 九단 2:1 |
| 홍성지 五단       | 손근기 三단       | 홍기표 三단 | 최철한 九단 | 조한승 九단 | 이창호 九단 | 이창호 九단 | 이창호 九단 | 이창호 九단 2:1 |
| 손근기 三단       | 손근기 三단       | 홍기표 三단 | 최철한 九단 | 조한승 九단 | 이창호 九단 | 이창호 九단 | 이창호 九단 | 이창호 九단 2:1 |
| 백대현 六단       | 홍기표 三단       | 홍기표 三단 | 최철한 九단 | 조한승 九단 | 이창호 九단 | 이창호 九단 | 이창호 九단 | 이창호 九단 2:1 |
| 홍기표 三단       | 홍기표 三단       | 홍기표 三단 | 최철한 九단 | 조한승 九단 | 이창호 九단 | 이창호 九단 | 이창호 九단 | 이창호 九단 2:1 |
| 패자 1회전        | 패자 1회전        | 패자 2회전  | 패자 3회전  | 패자 4회전  | 패자 준결승 | 패자 결승   |             | 이창호 九단 2:1 |
| 홍민표 五단       | 홍민표 五단       | 목진석 九단 | 목진석 九단 | 이세돌 九단 | 최철한 九단 | 이창호 九단 |             | 이창호 九단 2:1 |
| 손근기 三단       | 홍민표 五단       | 목진석 九단 | 목진석 九단 | 이세돌 九단 | 최철한 九단 | 이창호 九단 |             | 이창호 九단 2:1 |
| 목진석 九단       |                   | 목진석 九단 | 목진석 九단 | 이세돌 九단 | 최철한 九단 | 이창호 九단 |             | 이창호 九단 2:1 |
| 윤성현 九단       | 윤성현 九단       | 이영구 六단 | 목진석 九단 | 이세돌 九단 | 최철한 九단 | 이창호 九단 |             | 이창호 九단 2:1 |
| 루이나이웨이 九단 | 윤성현 九단       | 이영구 六단 | 목진석 九단 | 이세돌 九단 | 최철한 九단 | 이창호 九단 |             | 이창호 九단 2:1 |
| 이영구 六단       |                   | 이영구 六단 | 목진석 九단 | 이세돌 九단 | 최철한 九단 | 이창호 九단 |             | 이창호 九단 2:1 |
| 이세돌 九단       |                   |             |             | 이세돌 九단 | 최철한 九단 | 이창호 九단 |             | 이창호 九단 2:1 |
| 김지석 三단       | 김지석 三단       |             | 김지석 四단 | 최철한 九단 | 최철한 九단 | 이창호 九단 |             | 이창호 九단 2:1 |
| 윤현석 八단       | 김지석 三단       |             | 김지석 四단 | 최철한 九단 | 최철한 九단 | 이창호 九단 |             | 이창호 九단 2:1 |
| 홍기표 三단       |                   |             | 김지석 四단 | 최철한 九단 | 최철한 九단 | 이창호 九단 |             | 이창호 九단 2:1 |
| 주형욱 三단       | 원성진 七단       | 원성진 七단 | 김지석 四단 | 최철한 九단 | 최철한 九단 | 이창호 九단 |             | 이창호 九단 2:1 |
| 원성진 七단       | 원성진 七단       | 원성진 七단 | 김지석 四단 | 최철한 九단 | 최철한 九단 | 이창호 九단 |             | 이창호 九단 2:1 |
| 박정상 九단       |                   | 원성진 七단 | 김지석 四단 | 최철한 九단 | 최철한 九단 | 이창호 九단 |             | 이창호 九단 2:1 |
| 최철한 九단       |                   |             |             | 최철한 九단 | 최철한 九단 | 이창호 九단 |             | 이창호 九단 2:1 |
| 이창호 九단       |                   |             |             |             |             | 이창호 九단 |             | 이창호 九단 2:1 |

## 대국 결과
| 대진        | 연도   | 대국일자  | 승자              | 패자              | 결과              | 기보 |
| ----------- | ------ | --------- | ----------------- | ----------------- | ----------------- | ---- |
| 승자 1회전  | 2007년 | 1월 8일   | 홍민표 五단       | 안영길 五단       | 254수 백 1집반승  |      |
| 승자 1회전  | 2007년 | 1월 15일  | 윤성현 九단       | 박소현 二단       | 158수 백 불계승   |      |
| 승자 1회전  | 2007년 | 1월 15일  | 홍기표 三단       | 백대현 六단       | 211수 흑 불계승   |      |
| 승자 1회전  | 2007년 | 1월 29일  | 주형욱 三단       | 진동규 三단       | 197수 흑 불계승   |      |
| 승자 1회전  | 2007년 | 1월 29일  | 이영구 六단       | 박승화 初단       | 224수 백 불계승   |      |
| 승자 1회전  | 2007년 | 2월 5일   | 손근기 二단       | 홍성지 五단       | 252수 백 1집반승  |      |
| 승자 1회전  | 2007년 | 2월 5일   | 윤현석 八단       | 서무상 六단       | 291수 흑 불계승   |      |
| 승자 1회전  | 2007년 | 2월 12일  | 원성진 七단       | 허영호 五단       | 164수 백 불계승   |      |
| 승자 1회전  | 2007년 | 2월 12일  | 목진석 九단       | 박영훈 九단       | 228수 백 불계승   |      |
| 승자 1회전  | 2007년 | 3월 5일   | 루이나이웨이 九단 | 이상훈(小) 六단   | 236수 백 불계승   |      |
| 승자 1회전  | 2007년 | 3월 5일   | 김지석 三단       | 박승철 五단       | 177수 흑 불계승   |      |
| 승자 1회전  | 2007년 | 3월 19일  | 박정상 九단       | 김진우 三단       | 283수 흑 3집반승  |      |
| 승자 2회전  | 2007년 | 3월 19일  | 조한승 九단       | 원성진 七단       | 252수 흑 반집승   |      |
| 승자 2회전  | 2007년 | 4월 2일   | 이창호 九단       | 홍민표 五단       | 269수 백 1집반승  |      |
| 승자 2회전  | 2007년 | 4월 2일   | 이영구 六단       | 윤현석 八단       | 113수 흑 불계승   |      |
| 승자 2회전  | 2007년 | 4월 16일  | 목진석 九단       | 주형욱 四단       | 207수 흑 불계승   |      |
| 승자 2회전  | 2007년 | 4월 16일  | 홍기표 三단       | 손근기 三단       | 233수 흑 불계승   |      |
| 승자 2회전  | 2007년 | 4월 20일  | 박정상 九단       | 윤성현 九단       | 206수 백 불계승   |      |
| 승자 2회전  | 2007년 | 5월 7일   | 이세돌 九단       | 김지석 三단       | 296수 흑 3집반승  |      |
| 승자 2회전  | 2007년 | 5월 14일  | 최철한 九단       | 루이나이웨이 九단 | 274수 흑 6집반승  |      |
| 패자 1회전  | 2007년 | 5월 7일   | 홍민표 五단       | 손근기 三단       | 231수 흑 9집반승  |      |
| 패자 1회전  | 2007년 | 5월 14일  | 원성진 七단       | 주형욱 四단       | 165수 흑 불계승   |      |
| 패자 1회전  | 2007년 | 6월 11일  | 윤성현 九단       | 루이나이웨이 九단 | 231수 흑 불계승   |      |
| 패자 1회전  | 2007년 | 7월 2일   | 김지석 三단       | 윤현석 八단       | 272수 백 11집반승 |      |
| 승자 3회전  | 2007년 | 5월 21일  | 이창호 九단       | 박정상 九단       | 89수 흑 불계승    |      |
| 승자 3회전  | 2007년 | 5월 28일  | 최철한 九단       | 홍기표 三단       | 140수 백 불계승   |      |
| 승자 3회전  | 2007년 | 5월 28일  | 이세돌 九단       | 목진석 九단       | 237수 흑 불계승   |      |
| 승자 3회전  | 2007년 | 6월 11일  | 조한승 九단       | 이영구 六단       | 253수 흑 7집반승  |      |
| 패자 2회전  | 2007년 | 7월 2일   | 이영구 六단       | 윤성현 九단       | 177수 흑 불계승   |      |
| 패자 2회전  | 2007년 | 7월 16일  | 목진석 九단       | 홍민표 五단       | 150수 백 불계승   |      |
| 패자 2회전  | 2007년 | 7월 16일  | 원성진 七단       | 박정상 九단       | 170수 백 불계승   |      |
| 패자 2회전  | 2007년 | 8월 13일  | 김지석 三단       | 홍기표 三단       | 292수 백 4집반승  |      |
| 패자 3회전  | 2007년 | 8월 13일  | 목진석 九단       | 이영구 六단       | 147수 흑 불계승   |      |
| 패자 3회전  | 2007년 | 9월 17일  | 김지석 四단       | 원성진 七단       | 162수 백 불계승   |      |
| 승자 준결승 | 2007년 | 8월 6일   | 이창호 九단       | 이세돌 九단       | 174수 백 불계승   |      |
| 승자 준결승 | 2007년 | 10월 8일  | 조한승 九단       | 최철한 九단       | 280수 백 1집반승  |      |
| 패자 4회전  | 2007년 | 9월 17일  | 이세돌 九단       | 목진석 九단       | 223수 흑 불계승   |      |
| 패자 4회전  | 2007년 | 10월 8일  | 최철한 九단       | 김지석 四단       | 172수 백 불계승   |      |
| 패자 준결승 | 2007년 | 10월 22일 | 최철한 九단       | 이세돌 九단       | 163수 흑 불계승   |      |
| 승자 결승   | 2007년 | 10월 22일 | 조한승 九단       | 이창호 九단       | 167수 흑 불계승   |      |
| 패자 결승   | 2007년 | 11월 22일 | 이창호 九단       | 최철한 九단       | 289수 흑 2집반승  |      |
| 결승 1국    | 2007년 | 11월 22일 | 조한승 九단       | 이창호 九단       | 280수 백 2집반승  |      |
| 결승 2국    | 2007년 | 12월 3일  | 이창호 九단       | 조한승 九단       | 194수 백 불계승   |      |
| 결승 3국    | 2007년 | 12월 3일  | 이창호 九단       | 조한승 九단       | 282수 흑 2집반승  |      |

## TV 중계
- KBS 1TV에서 매주 토요일에 방송되었으며, 노영하 九단 해설로 한해원 三단이 진행하였다. 결승 3국(최종국) 끝난 후 시상식에는 이성민 아나운서가 진행했으나 시상에는 KBS TV제작본부장 경명철의 시상을 맡았다. 시간관계상 인터뷰(우승자,준우승자)의 소감만 밝혔다.